# KonceRt. – Népstadion 1999
A KonceRt. – Népstadion 1999 az Omega koncertfelvétele. Az 1999. szeptember 4-én a Népstadionban rendezett nagyszabású koncert az Omega együttes és a Questor befektetési csoport által létrehozott Omega Zeneműkiadó Rt. indulásának kiemelt eseménye volt. A koncertre jegyet vásárlók a jegyük mellé 100 forint névértékű Omega-részvényt kaptak, ami összesen a társaság tulajdonjogának 50%-át jelentette. Erre utal a koncertfelvétel címe is, amely dupla CD-n jelent meg az év végén, illetve a KonceRt. – Népstadion 1999 volt az elsőként kiadott hazai audio DVD. A koncerten az Omega aktuális felállása mellett régi tagok – Presser Gábor, Somló Tamás és Laux József – is felléptek vendégként.

## Az album dalai
1. CD
1. Bolero
2. Addig élj!
3. Hűtlen barátok
4. 200 évvel az utolsó háború után
5. Régvárt kedvesem
6. Varázslatos, fehér kő
7. Madár
8. Régi csibészek
9. Egy lány kem ment haza
10. Nem tilthatom meg
11. Szeretnék visszamenni hozzád
12. Soldier of Time (Nem a miénk az ég)
13. White Dove (Gyöngyhajú lány)
14. A könyvelő álma
15. Az arc
16. Nem tudom a neved
17. Ezüst eső
18. Petróleum lámpa

2. CD
1. Léna
2. Napot hoztam, csillagot
3. A nagy folyó
4. Ébredés (Szvit 1.)
5. A malomban (Szvit 2.)
6. Hazafelé (Szvit 3.)
7. A hetedik napon (Szvit 4.)
8. Van aki nyugtalan (Szvit 6.)
9. Kemény játék
10. Éjféli koncert
11. Köteltánc
12. Egy életre szól
13. Őrültek órája
14. Tízezer lépés
15. Gyöngyhajú lány

## Közreműködők
Omega együttes
- Benkő László
- Debreczeni Ferenc
- Kóbor János
- Mihály Tamás
- Molnár György

Vendégek
- Presser Gábor
- Somló Tamás
- Laux József
- Edwin Balogh
- Keresztes Ildikó